# Acide ruménique
L'acide ruménique est un acide gras polyinsaturé possédant un système conjugué de deux doubles liaisons. Il s'agit de l'acide gras cis,trans-Δ9,11 18:2, un acide linoléique conjugué présent dans la graisse des ruminants et dans les produits laitiers. Il se forme, avec l'acide trans-vaccénique, par l'hydrogénation d'acides gras polyinsaturés dans la panse de ces animaux.
Il réduirait la probabilité de développer certains cancers.